# Wespe
Wespe (pol. osa), właściwie Leichte Feldhaubitze 18/2 auf Fahrgestell Panzerkampfwagen II (Sf) SdKfz 124 – niemieckie samobieżne działo polowe z okresu II wojny światowej bazowane na podwoziu czołgu PzKpfw II.
Już w czasie niemieckiej inwazji na Francję w 1940 roku stało się oczywiste, że czołg PzKpfw II, który wówczas był jeszcze głównym czołgiem armii niemieckiej, przestał spełniać wymogi pola walki jako jednostka słabo uzbrojona i opancerzona. Ponieważ jednak sama konstrukcja czołgu, jego podwozie i układ napędowy uznane były za bardzo dobre, w odpowiedzi na zamówienie serii armat samobieżnych przez armię niemiecką postanowiono zbudować nowy pojazd właśnie na bazie PzKpfw II.
Nowy pojazd Wespe zaprojektowany został w zakładach Alkett i bazował na podwoziu czołgu PzKpfw II Ausf. F, większość modyfikacji polegała na usunięciu wieży i przesunięciu silnika z tyłu kadłuba do jego środka. Na tak uzyskanym miejscu zamontowano standardową lekką haubicę 10,5 cm leFH 18 chronioną otwartą od góry pancerną nadbudową.
Wespe zadebiutowały bojowo na froncie wschodnim w 1943 i okazały się konstrukcją udaną do tego stopnia, że Adolf Hitler rozkazał, aby czołgi PzKpfw II były modyfikowane wyłącznie na pojazdy Wespe, zarzucając inne projekty, jak choćby Marder II.
Pojazdy tego typu produkowane były od lutego 1943 do lipca 1944, kiedy wojska radzieckie podeszły w okolice położonych na terenie Warszawy fabryk tych wozów w Ursusie i na Woli. Do tego czasu wyprodukowano 676 sztuk tych dział, a także 159 w wersji transportera amunicji.